# Primus inter pares
Primus inter pares (łac. „pierwszy wśród równych sobie”) – określenie osoby, która posiada pewien autorytet wśród pozostałych członków grupy, do której należy, jednak nie wiąże się on z żadnymi specjalnymi przywilejami. Czasem określa się w ten sposób osobę, która jest nieoficjalnym liderem danej grupy.
W Imperium Rzymskim w czasach pryncypatu, tytuł ten nosiła osoba zasiadająca na tronie cesarskim. 
W polityce zwrotem primus inter pares i jego odpowiednikami określa się premiera.
Tytuł ten przysługiwał biskupowi Rzymu (papieżowi) w czasach istnienia pentarchii. Obecnie prymas (także prymas Polski) nie posiada uprawnień jurysdykcyjnych, a jedynie honorowe pierwszeństwo wśród biskupów kraju – jest wśród nich primus inter pares.